# Interstate 785
Pour les articles homonymes, voir Route 785.
L'Interstate 785 (I-785) est une autoroute auxiliaire de l'I-85 en Caroline du Nord. Elle fait, en 2022, 6,81 miles (10,96 km) à l'est de Greensboro, en multiplex avec l'I-840. Lorsqu'elle sera complétée, elle reliera Greensboro à Danville, en Virginie, sur une distance d'environ 50 miles (80 km).

## Description du tracé
L'I-785 débute à l'échangeur avec l'I-40 / I-85. Elle se dirige au nord et rencontre la US 70. Elle atteint finalement son terminus nord actuel à la jonction avec la US 29, laquelle se prolonge vers le nord sur le futur tracé de l'I-785. Toute la route forme un multiplex avec l'I-840.
Tout au long de la US 29, des panneaux routiers indiquent le futur corridor de l'I-785 entre Greensboro et Danville.

## Liste des sorties
| Interstate 785                       |                      |      |                                                                              |                                     |                                                                         |                                                                                      |
| Comté                                | Municipalité         | mi   | km                                                                           | Sortie                              | Intersections / Destinations                                            | Notes                                                                                |
| Guilford, NC                         | Greensboro           | 0,00 | 0,00                                                                         | —                                   | I-85 sud – Charlotte                                                    | Continue comme I-85                                                                  |
| Guilford, NC                         | Greensboro           | 0,00 | 0,00                                                                         | 21                                  | I-40 / I-85 nord / I-840 – Greensboro, Durham, Raleigh                  | Terminus sud du multiplex avec I-840                                                 |
| Guilford, NC                         | Greensboro           | 2,90 | 4,70                                                                         | 18                                  | US 70 (Burlington Road) vers Wendover Avenue                            |                                                                                      |
| Guilford, NC                         | Greensboro           | 3,80 | 6,10                                                                         | 17                                  | Huffine Mill Road                                                       |                                                                                      |
| Guilford, NC                         | Greensboro           |      |                                                                              | 16                                  | Cone Boulevard                                                          | Futur échangeur                                                                      |
| Guilford, NC                         | Greensboro           | 7,10 | 11,40                                                                        | 14                                  | I-840 ouest / US 29 – Greensboro, Danville                              | Terminus nord du multiplex avec I‑840; terminus nord actuel de l'I-785               |
| Guilford, NC                         |                      |      |                                                                              | 136                                 | Hicone Road                                                             | Échangeurs actuels de la US 29 à améliorer                                           |
| Guilford, NC                         | Browns Summit        |      |                                                                              |                                     | Summit Avenue / Reedy Fork Parkway – Bryan Park                         | Échangeurs actuels de la US 29 à améliorer                                           |
| Guilford, NC                         |                      |      |                                                                              | NC 150 (en) – Browns Summit         |                                                                         | Échangeurs actuels de la US 29 à améliorer                                           |
| Guilford, NC                         |                      |      |                                                                              | Benaja Road                         |                                                                         | Échangeurs actuels de la US 29 à améliorer                                           |
| Rockingham, NC                       |                      |      |                                                                              | 145                                 | US 29 Bus. nord                                                         | Échangeur existant de la US 29 à remplacer                                           |
| Rockingham, NC                       | Reidsville           |      |                                                                              | 149                                 | Vers US 158 ouest / NC 87 (en) (Freeway Drive) – Reidsville, Burlington | Déjà aux standards autoroutiers                                                      |
| Rockingham, NC                       | Reidsville           |      |                                                                              | 150                                 | Barnes Street – Centre-ville de Reidsville                              | Échangeurs existants de la US 29 à remplacer                                         |
| Rockingham, NC                       |                      |      |                                                                              | 153                                 | US 158 / NC 14 (en) (Freeway Drive) – Reidsville, Eden, Yanceyville     | Échangeurs existants de la US 29 à remplacer                                         |
| Rockingham, NC                       |                      |      |                                                                              | 156                                 | Narrow Gauge Road                                                       | Échangeurs existants de la US 29 construits selon les standards autoroutiers         |
| Rockingham, NC                       |                      |      |                                                                              | 159                                 | US 29 Bus. sud vers NC 87 (en) nord                                     | Échangeurs existants de la US 29 construits selon les standards autoroutiers         |
| Rockingham, NC                       | Ruffin               |      |                                                                              | 161                                 | Mayfield Road                                                           | Échangeurs existants de la US 29 construits selon les standards autoroutiers         |
| Caswell, NC                          |                      |      |                                                                              | 165                                 | Law Road                                                                | Échangeurs existants de la US 29 construits selon les standards autoroutiers         |
| Caswell, NC                          |                      |      |                                                                              | 167                                 | NC 700 (en) (Shady Grove Road) – Eden                                   | Échangeurs existants de la US 29 construits selon les standards autoroutiers         |
| Caswell, NC                          |                      |      |                                                                              | 169                                 | US 58 ouest / US 29 Bus. nord – Danville, Martinsville                  | Échangeurs existants de la US 29 construits selon les standards autoroutiers         |
|                                      |                      |      |                                                                              | Frontière Caroline du Nord–Virginie |                                                                         |                                                                                      |
| City de Danville, VA                 | City de Danville, VA |      |                                                                              |                                     | Corning Drive                                                           | Échangeurs existants de la US 29 / US 58 construits selon les standards autoroutiers |
| City de Danville, VA                 | City de Danville, VA |      | Elizabeth Street Extended                                                    |                                     |                                                                         | Échangeurs existants de la US 29 / US 58 construits selon les standards autoroutiers |
| City de Danville, VA                 | City de Danville, VA |      | SR 86 (en) (Main Street) – Yanceyville, Chapel Hill                          |                                     |                                                                         | Échangeurs existants de la US 29 / US 58 construits selon les standards autoroutiers |
| City de Danville, VA                 | City de Danville, VA |      | Goodyear Boulevard                                                           |                                     |                                                                         | Échangeurs existants de la US 29 / US 58 construits selon les standards autoroutiers |
| City de Danville, VA                 | City de Danville, VA |      | River Park Drive – Dan Daniel Memorial Park                                  |                                     |                                                                         | Échangeurs existants de la US 29 / US 58 construits selon les standards autoroutiers |
| City de Danville, VA                 | City de Danville, VA |      | US 58 est / US 360 / US 58 Bus. ouest – South Boston, Danville, Martinsville |                                     |                                                                         | Échangeurs existants de la US 29 / US 58 construits selon les standards autoroutiers |
| City de Danville, VA                 | City de Danville, VA |      |                                                                              | —                                   | US 29 nord – Lynchburg                                                  | Continue comme US 29                                                                 |
| - Terminus de multiplex - Non-ouvert |                      |      |                                                                              |                                     |                                                                         |                                                                                      |